# Algur, Sindgi
Algur là một làng thuộc tehsil Sindgi, huyện Bijapur, bang Karnataka, Ấn Độ.